# Jack Larson
Jack Edward Larson (Los Ángeles, 8 de febrero de 1928-Brentwood, Los Ángeles, 20 de septiembre de 2015) fue un actor, libretista, guionista y productor estadounidense, más conocido por su papel del reportero fotográfico Jimmy Olsen en la serie de televisión Aventuras de Superman.

## Primeros años
Larson nació el 8 de febrero de 1928 en Los Ángeles, hijo de George Larson, un conductor de camión de leche, y Anita Calicoff, una empleada de Western Union. Su padre era de origen sueco e inglés, y su madre era de una familia judía (de Rusia y Alemania). Fue criado en Pasadena. Se graduó de la preparatoria Montebello en 1945, a los 17 años, y en ocasiones afirmaba 1933 como su año de nacimiento.

## Carrera
Larson encontró el papel de reportero novato Jimmy Olsen en Aventuras de Superman una desventaja, porque fue encasillado como un joven ingenuo. Esto provocó que hiciera poca actuación después de que el show terminó en 1958, y en su lugar se centró en el detrás de escenas del trabajo, tales como la escritura y la producción. Larson estaba siempre dispuesto a sentarse para entrevistas sobre la serie y su conexión con ella, y en los últimos años tuvo una serie de cameos que pagaron sutil homenaje a su personaje y la serie, incluyendo un episodio de 1991 de la serie de televisión Superboy, junto a Noel Neill, que interpretó a Lois Lane en Aventuras de Superman, y un episodio de Lois & Clark como un anciano Jimmy Olsen en el episodio «Brutal Youth», en 1996.
Larson tuvo un cameo en un anuncio de una tarjeta de American Express de finales de la década de 1990 con Jerry Seinfeld interpretando a un Superman animado. Larson y Neill proporcionaron comentario de varios episodios de Aventuras de Superman para el lanzamiento de la serie en DVD en enero de 2006, y en 2006, apareció en la película de Bryan Singer, Superman Returns en un pequeño papel como Bo el camarero. Larson y Neill aparecieron juntos en el estreno de Superman Returns.
La última aparición de Larson fue en un episodio de Law & Order: Special Victims Unit, que se emitió en la cadena NBC el 6 de enero de 2010. En este episodio, titulado «Quickie», Larson interpretó a Dewey Butler, el abuelo de un joven sospechoso de presuntamente tener relaciones sexuales sin protección con mujeres.
Entre sus otros trabajos, Larson escribió el libreto de la ópera Lord Byron a la música de Virgil Thomson.

## Vida personal
Larson fue pareja del director James Bridges desde 1958 hasta la muerte de Bridges el 6 de junio de 1993. Antes de eso, él era pareja del actor Montgomery Clift.
Larson era propietario y residía en la casa George Sturges diseñada por Frank Lloyd Wright en la sección de Brentwood, Los Ángeles hasta su muerte.

## Muerte
Larson murió el 20 de septiembre de 2015 a la edad de 87 años. Su entierro fue en el Rose Hills Memorial Park en Whittier, California.